# Лорел Хил (Флорида)
Лорел Хил (енгл. Laurel Hill) град је у америчкој савезној држави Флорида. По попису становништва из 2010. у њему је живело 537 становника.

## Демографија
Према попису становништва из 2010. у граду је живело 537 становника, што је 12 (2,2%) становника мање него 2000. године.
| Група             | 2000.       | 2010.       |
| Белци             | 422 (76,9%) | 439 (81,8%) |
| Афроамериканци    | 119 (21,7%) | 86 (16,0%)  |
| Азијати           | 0 (0,0%)    | 4 (0,7%)    |
| Хиспаноамериканци | 6 (1,1%)    | 3 (0,6%)    |
| Укупно            | 549         | 537         |